# Vaferia imberbis
Vaferia imberbis är en mångfotingart som först beskrevs av Loomis 1936.  Vaferia imberbis ingår i släktet Vaferia och familjen Striariidae. Inga underarter finns listade i Catalogue of Life.